# Mistral's Daughter (soundtrack)
Mistral's Daughter is de originele soundtrack van de gelijknamige miniserie uit 1984, gecomponeerd en gedirigeerd door Vladimir Cosma. Het themalied van de serie, instrumentaal uitgevoerd voor de serie, werd kort daarna uitgebracht door de Griekse zangeres Nana Mouskouri, getiteld "Only Love" en verscheen op een nieuwe versie soundtrack. Het album werd ook uitgebracht in een Franse versie L'Amour en Héritage, Duitse versie Erben Der Liebe en Spaanse versie La Hija De Mistral.

## Tracklijst

### Originele versie
1. Mistral's Daughter (4:12)
2. The Painters Of Paris (3:28)
3. I Remember Mistral (2:17)
4. Maggy's Theme (2:24)
5. The Flower Market (2:11)
6. The Surrealist Ball (3:03)
7. La Tourello (2:19)
8. War (1:39)
9. Paula's Theme (0:55)
10. Teddy In Love (1:26)
11. The Cavaillon Series (4:06)
12. Teddy's Theme (2:27)
13. The Death Of Teddy (2:03)
14. Mistral's Theme (1:53)
15. Felice (2:12)
16. The Model's Fair (2:37)
17. LaRue Hebraique (2:37)
18. The Last Mistral (2:27)
19. Fauve, Misral's Daughter (2:22)

### Nieuwe versie
1. Only Love – Nana Mouskouri (4:21)
2. The Cavaillon Series (4:08)
3. I Remember Mistral (2:17)
4. Teddy's Theme (2:37)
5. The Flower Market (2:11)
6. The Surrealist Ball (3:03)
7. Maggy's Theme (2:24)
8. Paula's Theme (0:56)
9. The Model's Fair (2:37)
10. Mistral's Daughter (4:10)
11. La Rue Hebraique (2:34)
12. La Tourello (2:17)
13. The Death Of Teddy (2:05)
14. Mistral's Theme (1:55)
15. War (1:37)
16. The Last Mistral (2:26)
17. Fauve, Mistral's Daughter (2:26)